# Rosalia borneensis
Rosalia borneensis là một loài bọ cánh cứng trong họ Cerambycidae.